# خرگوش بی‌دم ساردنیایی
خرگوش بی‌دم ساردنیایی (نام علمی: Prolagus sardus) از خرگوش های بی‌دم بومی جزایر مدیترانه‌ای ساردنی و جزیره کرس بود که نسلش در اواخر سدهٔ هجدهم یا اوایل سدهٔ نوزدهم منقرض شد. نویسندگان ساردنیایی آن را همچون خرگوشی بزرگ و بدون دم توصیف نمودند و چنین تصور می‌شود که خوراکی لذیذ برای نوراگی‌ها، ساکنین باستانی جزیرهٔ ساردنی بوده باشد.